# Karaitivu
Karaitivu (en tamil: காரைதீவு; también escrito como Kaaraitheevu) es una isla conectada por un terraplén a la península de Jaffna, en el norte del país asiático de Sri Lanka frente a la Bahía de Portugal. Karainagar es la ciudad más grande y poblada en esta isla. Administrativamente depende del Distrito de Jaffna, en la Provincia Norte.